# Yang Jingnian
Yang Jingnian (chinesisch 杨敬年, Pinyin Yáng Jìngnián; * 17. Oktober 1908 in Miluo, Hunan, Chinesisches Kaiserreich; † 4. September 2016 in Tianjin) war ein chinesischer Wirtschaftswissenschaftler.
Nach kurzer Zeit an der Whampoa-Militärakademie schloss er sich Ende der 1920er Jahre der Kuomintang an. Er studierte von 1932 bis 1936 an der Nankai-Universität in Tianjin Ökonomie und arbeitete danach in der Forschung. Nach einem dreijährigen Auslandsstudium promovierte er 1948 an der University of Oxford. Im selben Jahr wurde er zum Professor ernannt und begann seine Tätigkeit als Hochschullehrer an der Nankai-Universität.
Yang hielt bis zum Alter von 86 Jahren Vorlesungen und übersetzte darüber hinaus auch in den folgenden Jahren noch englischsprachige, wirtschaftswissenschaftliche Literatur ins Chinesische.